# Desargues (Mondkrater)
Desargues ist ein Einschlagkrater auf dem Mond am nordwestlichen Rand der Mondvorderseite. Er liegt südlich von Pascal und westlich von Carpenter. Die Kraterwälle sind stark erodiert.
| Buchstabe | Position           | Durchmesser | Link |
| --------- | ------------------ | ----------- | ---- |
| A         | 71,38° N, 75,59° W | 15 km       |      |
| B         | 70,72° N, 65,38° W | 51 km       |      |
| C         | 69,68° N, 78,78° W | 11 km       |      |
| D         | 69,36° N, 70,07° W | 11 km       |      |
| E         | 70,33° N, 67,66° W | 32 km       |      |
| K         | 68,52° N, 67,66° W | 9 km        |      |
| L         | 69,49° N, 82,16° W | 13 km       |      |
| M         | 68,38° N, 74,46° W | 29 km       |      |

Der Krater wurde 1964 von der IAU nach dem französischen Architekten und Mathematiker Gérard Desargues benannt.